# Encephalartos turneri
Encephalartos turneri — вид голонасінних рослин класу саговникоподібні (Cycadopsida).
Етимологія: вшанування Яна С. Тернера (Ian S. Turner) Зімбабве, добре відомого дослідника і колекціонера саговникоподібних і колекціонера типового зразка.

## Опис
Рослини деревовиді; стовбур 3 м заввишки, 80 см діаметром. Листки довжиною 100—150 см, темно-зелені, сильно блискучі; хребет зелений, прямий, жорсткий; черешок прямий, з 6–12 колючками. Листові фрагменти ланцетні; середні — 15–20 см завдовжки, 20–30 мм завширшки. Пилкові шишки 1–3, вузькояйцевиді, жовті, довжиною 25–30 см, 6–8 см діаметром. Насіннєві шишки 1–3, яйцеподібні, жовті, довжиною 26–30 см, 14–16 см діаметром. Насіння довгасте, довжиною 40–60 мм, шириною 20–25 мм, саркотеста червона або жовта.

## Поширення, екологія
Цей вид зустрічається в основному в провінції Нампула, але також в провінції Ньяса Мозамбіку. Вид записаний від 600 до 1200 м над рівнем моря. Росте на низьких пагорбах граніту на повному сонці або півтіні, як правило, серед валунів.

## Джерела

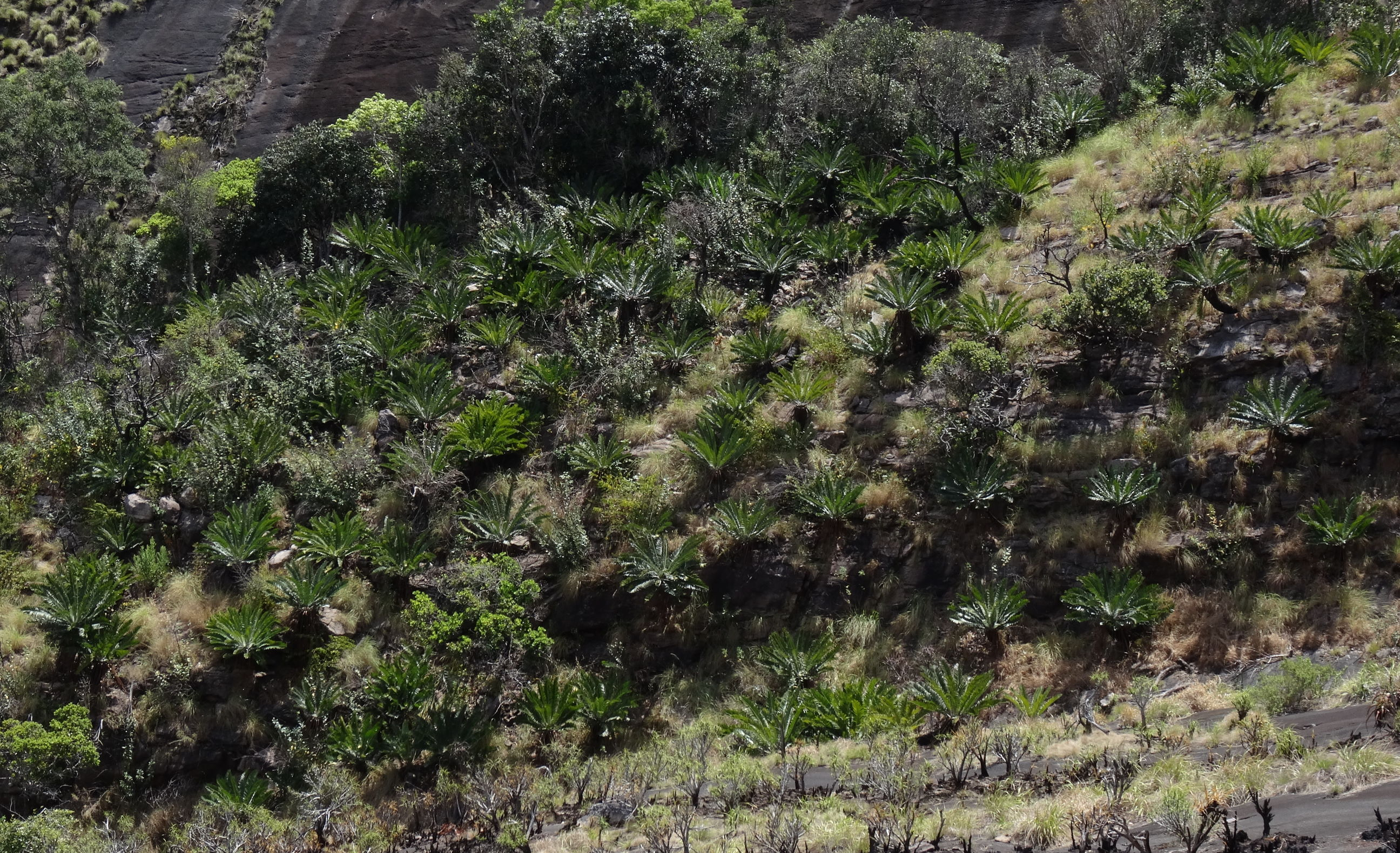
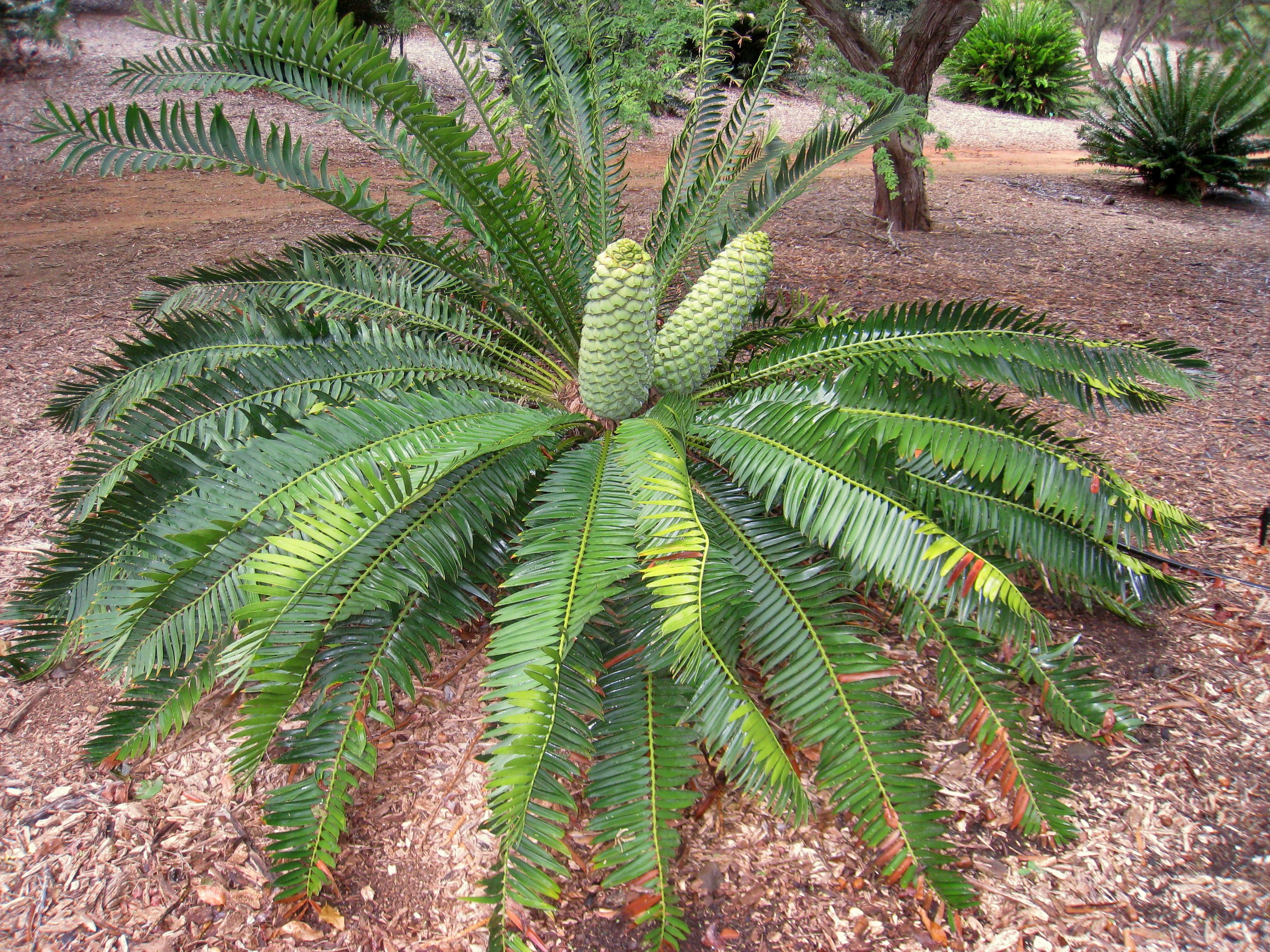
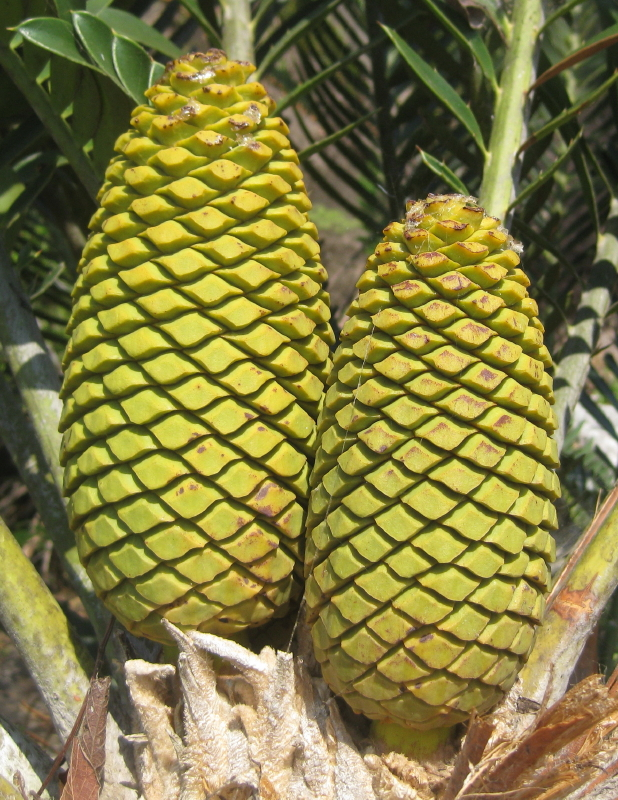
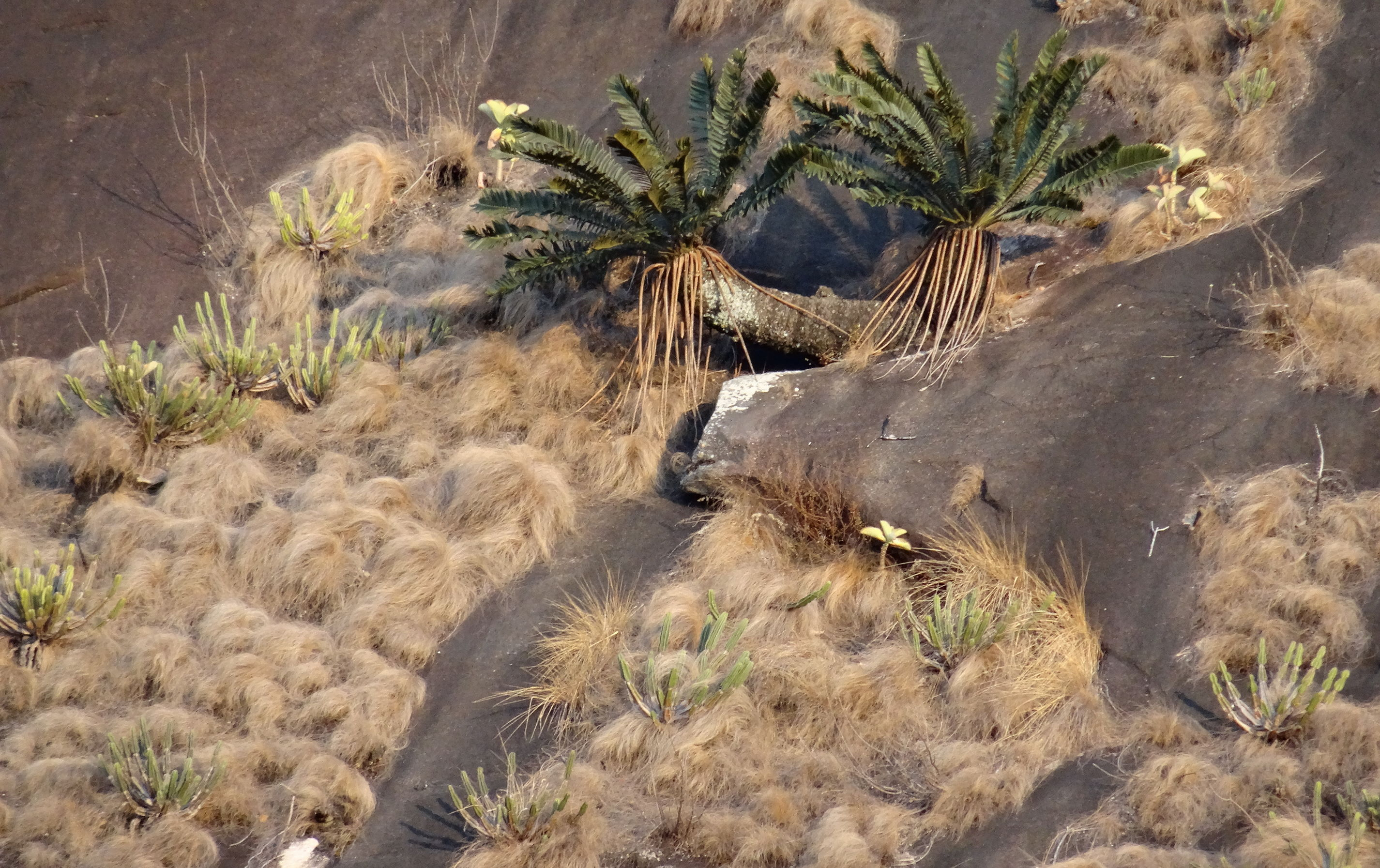
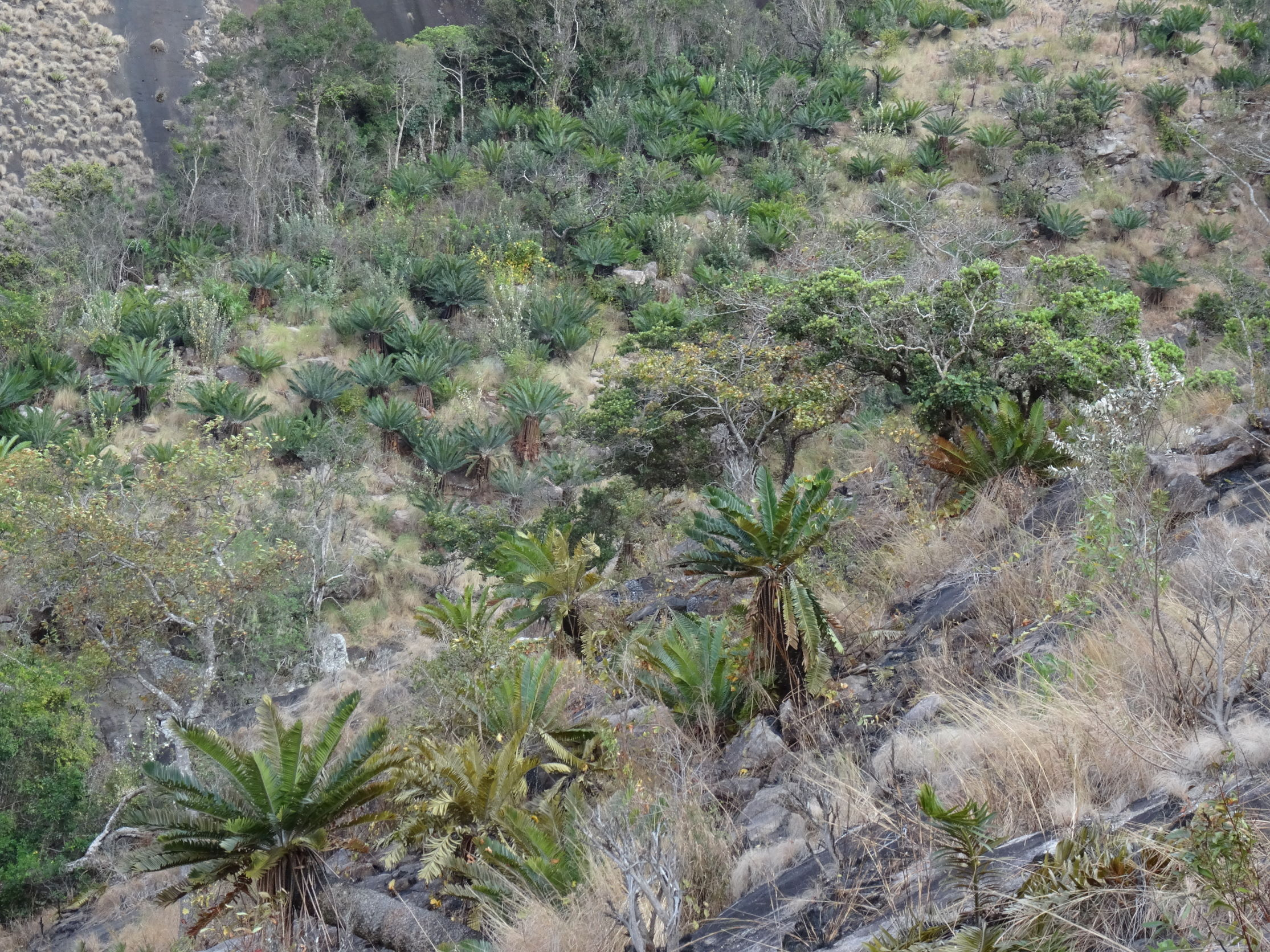
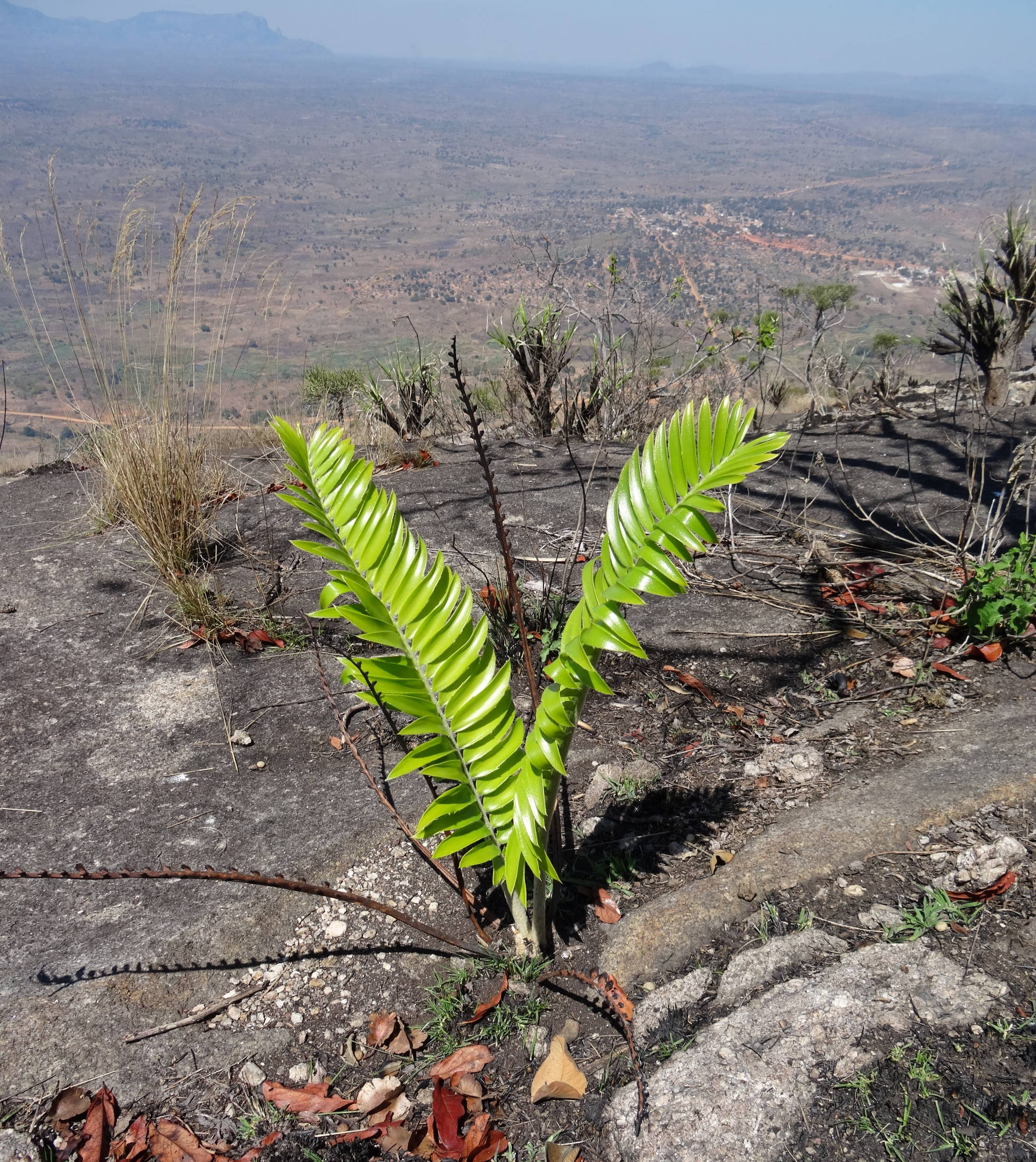

## Загрози та охорона
Загрози невідомі.